# Esther de Cáceres
Pour les articles homonymes, voir Cáceres.
María Esther de Cáceres (née à Montevideo, le 4 septembre 1903 - morte à Rianxo, en Espagne, le 3 février 1971) est une poétesse uruguayenne, professeur de médecine et de lettres. Proche du philosophe catholique Jacques Maritain et du peintre uruguayen Joaquín Torres García, elle fut membre de l'Académie nationale des lettres, ainsi qu'agrégée à l'ambassade uruguayenne à Washington D.C. dans les années 1960.

## Biographie
Elle étudia à l'Universidad de Mujeres (Université des femmes) et à la faculté de médecine, obtenant son doctorat en 1929 et devenant médecin à la municipalité de Montevideo, se mariant avec le psychiatre Alfredo Cáceres. Parallèlement, elle est assistante du professeur de lettres Osvaldo Crispo Acosta (l'un de ses cours portait sur Ainsi parlait Zarathoustra, de Nietzsche).
Catholique, Cáceres se tourna d'abord vers l'anarchisme dans sa jeunesse, participant également à des réunions du Parti socialiste, avant de rencontrer à Paris le philosophe catholique Jacques Maritain, qui l'influença durablement. Elle fut la seule à être autorisée par Maritain à traduire ce qui prit le titre de El campesino de la guerra. Intéressée par ailleurs par la psychanalyse et le Bauhaus (le couple Cáceres déménagea en 1938 dans un immeuble construit par l'architecte moderniste Alfred Jones Brown).
Admiratrice du peintre Joaquín Torres García, elle diffusa ses idées sur l'esthétique, et prit parti en 1944 dans la polémique sur ses muralles, écrivant un article dans un feuillet en sa défense.
En 1961, elle entre à l'Académie nationale des lettres, devenant la correspondante de l'Académie royale espagnole, seule femme à obtenir ce poste. L'année suivante, le Conseil national du gouvernement, alors présidé par le blanco Faustino Harrison, la nomma agrégée à l'ambassade à Washington D.C..
Elle voyage en 1971 à New York pour organiser une exposition de Torres García au musée Solomon R. Guggenheim, puis voyage en Espagne, étant hébergée par l'écrivain Rafael Dieste (es). Elle y meurt d'une maladie.

## Sources
- Hyalmar Blixen, "Esther de Cáceres, una presencia imborrable", Diario Lea, Montevideo, 12 mars 1989
- Jandra Pagani Caiero, María Esther de Cáceres, Voces del Faro (blog), 20 février 2010